# The Artful Dodger
The Artful Dodger är en australisk dramaserie vars första säsong består av åtta avsnitt. Serien hade premiär den 29 november 2023 på Disney+. Serien är en fortsättning på Charles Dickens historia Oliver Twist. Serien är skapad av James Maher, David Taylor och Andrew Knight.

## Handling
Serien utspelar sig i Australien på 1850-talet och kretsar kring de nu vuxna Artful Dodger, som nu är en kirurg, och hans läromästare Fagin.

## Rollista (i urval)
- Thomas Brodie-Sangster - Artful Dodger
- David Thewlis - Fagin
- Maia Mitchell - Lady Belle Fox
- Damon Herriman
- Miranda Tapsell
- Huw Higginson
- Susie Porter
- Damien Garvey
- Andrea Demetriade
- Jessica De Gouw
- Kym Gyngell
- Luke Carroll
- Tim Minchin